# Chélandion
Un chélandion (en grec : χελάνδιον) est une galère byzantine dérivée du dromon qui sert aussi de navire de transport.
Son nom dérive du grec kelēs signifiant « coureur » et apparaît au début du VIIIe siècle. Dans son utilisation en latin médiéval en Europe occidentale, on parle de chelandium ou de scelandrium alors que les Arabes traduisent le terme en shalandī et l'utilisent pour un navire de type similaire dans leur propre marine. À l'image des dromons, le chélandion est une galère birème c'est-à-dire avec deux rangs de rameurs qui fournissent la propulsion principale du navire bien que celui-ci comprend aussi une à deux voiles latines et est dirigé par deux gouvernails à la poupe. Il pouvait aussi être équipé de siphons servant à diffuser le feu grégeois, l'arme secrète de la marine byzantine.
Le terme « chélandion » est souvent interchangeable avec celui de « dromon » dans les sources écrites médiévales. Cela entraîne de nombreuses confusions quant à la nature exacte du navire et ses différences avec le dromon en tant que tel. À l'origine, il apparaît que le terme est utilisé pour un navire de transport de chevaux (hippagōgon). Cela implique des différences de construction par rapport aux dromons classiques, ne serait-ce que du fait de la présence d'un compartiment spécial au milieu du navire pour permettre la présence d'une rangée de navires qui accroît le maître-bau et la profondeur de la cale.
Au Xe siècle, les chélandions sont les navires principaux de la marine byzantine. Il en existe deux types : le chélandion ousiakon (χελάνδιον οὑσιακόν) ou simplement ousiakon ou ousiakos, nommé ainsi car il est composé d'une ousia de 108 hommes, et le chélandion pamphylon (χελάνδιον πάμφυλον) ou simplement pamphyle, composé d'un équipage de 120 à 160 hommes.